# Primnoella vanhoffen
Primnoella vanhoffen is een zachte koraalsoort uit de familie Primnoidae. De koraalsoort komt uit het geslacht Primnoella. Primnoella vanhoffen werd in 1909 voor het eerst wetenschappelijk beschreven door Kükenthal. 